# Agamia
Agamia is een geslacht van vogels uit de familie van de reigers (Ardeidae).

## Soorten
Het is een monotypisch geslacht:
- Agamia agami – Agamireiger